# شهرستان کاتاوبا (کارولینای شمالی)
شهرستان کاتاوبا، کارولینای شمالی (به انگلیسی: Catawba County, North Carolina) یک سکونتگاه مسکونی در ایالات متحده آمریکا است که در کارولینای شمالی واقع شده‌است.

## خصوصیات
شهرستان کاتاوبا ۱٬۰۷۲٫۲۶ کیلومترمربع مساحت دارد.